# Davidsea attenuata
Davidsea es un género monotípico de plantas herbáceas perteneciente a la familia de las poáceas. Su única especie: Davidsea attenuata (Thwaites) Soderstr. & R.P.Ellis, es originaria de Sri Lanka. 

## Descripción
Es una planta perenne. Los tallos de flores de hoja verde. Culmos de 400-900 cm de altura; leñosos y persistentes; de 2.5 cm de diámetro; cilíndricos; ramificada anteriormente. Ramas primarias / mediadas de caña con 3 nodos. Las vainas de hojas caducas en su totalidad (dejando una faja). Entrenudos de los culmos huecos. Plantas desarmadas. Los brotes jóvenes intravaginales. Hojas no se agregan basalmente; con setas auriculares. Las láminas de las hojas lanceoladas (acuminadas); de 20-30 mm de ancho (10-20 cm de longitud); plana; pseudopeciolada. Lígula de 0,2-1 mm de largo. Contra-lígula en forma de un borde duro, glabra. Plantas bisexuales, con espiguillas bisexuales; con flores hermafroditas.

## Taxonomía
Davidsea attenuata fue descrita por (Thwaites) Soderstr. & R.P.Ellis y publicado en Smithsonian Contributions to Botany 72: 59. 1988.
Sinonimia
- Bambusa attenuata Thwaites
- Teinostachyum attenuatum (Thwaites) Munro[2]